# Pon Holdings
Pon Holdings BV er en nederlandsk bilimportør- og transportkoncern. Den blev etableret i 1980 af  Ben Pon, Jr., en tidligere racerkører og søn af  Ben Pon, Sr., som blev importør af Volkswagen i Nederlandene i 1947.  Virksomheden ejes fortsat af Pon-familien.
Det er en betydelig cykelproducent og de ejer cykelmærkerne Caloi, Cannondale, Cervélo, Derby Cycle (ejer af Focus), GT, Gazelle, IronHorse,  Kalkhoff, Mongoose, Santa Cruz, Veloretti og Schwinn.
De importerer biler fra Volkswagen AG: Volkswagen, Audi, SEAT, Škoda, Lamborghini, Bentley, Bugatti ogd Porsche. Desuden importerer de kommercielle køretøjer fra MAN, Caterpillar og Motrac. 
De er også Continental-importør. De ejer dækmærkerne Reifen Gundlach, Summa Tyre og Euro-Tyre.
Billeasingselskabet Dutchlease er et datterselskab.